# توسور
توسور (به لاتین: Tosor) یک رود در قرقیزستان است که در شهرستان تونگ واقع شده‌است.